# Lista de bandeiras do Camboja
Esta é uma lista de bandeiras usadas em Camboja.

## Bandeira nacional
| Bandeira | Duração                 | Uso                          | Descrição |
| -------- | ----------------------- | ---------------------------- | --- |
|          | 1948–1970 1993–presente | Bandeira do Reino do Camboja | Três faixas horizontais de azul, vermelho e azul e uma representação de Angkor Wat em branco com contorno preto. |

#### Cerimonial
| Bandeira | Duração                 | Uso                            | Descrição |
| -------- | ----------------------- | ------------------------------ | --- |
|          | 1948–1970 1993–presente | Bandeira cerimonial do Camboja | Três faixas verticais de azul, vermelho e azul e uma representação de Angkor Wat em branco com contorno preto. |

## Governo
| Bandeira | Duração       | Uso                               | Descrição                                                    |
| -------- | ------------- | --------------------------------- | ------------------------------------------------------------ |
|          | 1993–presente | Bandeira do Parlamento do Camboja | Um campo azul com o emblema do Parlamento Cambojano em ouro. |
|          | 1993–presente | Bandeira da Alfândega do Camboja  | Um campo azul com o emblema da Alfândega do Camboja.         |

## Estandarte real
| Bandeira | Duração       | Uso                        | Descrição                                                                                     |
| -------- | ------------- | -------------------------- | --------------------------------------------------------------------------------------------- |
|          | 1863–1970     | Bandeira do Rei do Camboja | Um campo azul rodeado por uma faixa vermelha com elementos do brasão real do Camboja em ouro. |
|          | 1993–presente | Bandeira do Rei do Camboja | Um campo azul com o emblema das armas reais do Camboja em ouro.                               |

## Bandeiras militares
| Bandeira | Duração   | Uso                                          | Descrição                                           |
| -------- | --------- | -------------------------------------------- | --------------------------------------------------- |
|          | -presente | Bandeira das Forças Armadas Reais do Camboja | Um campo vermelho com o Emblema das Forças Armadas. |
|          | -presente | Bandeira do Exército Real Cambojano          | Um campo vermelho com o emblema do exército.        |
|          | -presente | Bandeira da Marinha Real do Camboja          | Um campo azul com o emblema da marinha.             |
|          | -presente | Bandeira da Força Aérea Real do Camboja      | Um campo azul escuro com o emblema da força aérea.  |
|          | -presente | Bandeira da Gendarmaria Real Cambojana       | Um campo azul escuro com o emblema da gendarmaria.  |

## Bandeiras históricas
| Bandeira | Duração             | Uso | Descrição |
| -------- | ------------------- | --- | --- |
|          | ?–1863              | Alegada bandeira de Império Quemer e Camboja                                                                                                   | Uma flâmula amarela com franja verde. A alegação de que esta bandeira existia é duvidosa e questionada.                                                                                                   |
|          | 1863–1948           | Bandeira do Protectorado francês do Camboja bem como Reino do Kampuchea (1945)                                                                 | Um campo vermelho rodeado por uma faixa azul com uma representação do Angkor Wat em branco. |
|          | 1948–1970 1975–1976 | Bandeira do Camboja durante o Protetorado Francês (1948-1953) e após a sua independência da França (1953-1970), bem como Kampuchea (1975–1976) | Três faixas horizontais de azul, vermelho e azul e uma representação de Angkor Wat em branco. |
|          | 1941–1945           | Bandeira da Camboja sob ocupação japonesa | Bandeira vermelha com quadrado delineado em branco seguido por 4 pequenos quadrados brancos completos em cada ângulo e outro no centro. A alegação de que esta bandeira existia é duvidosa e questionada. |
|          | 1970–1975           | Bandeira da República Khmer | Um campo azul com um cantão vermelho com uma representação de Angkor Wat em branco, com delineamento preto ou vermelho e três estrelas na mosca superior.                                                 |
|          | 1975–1979           | Bandeira do Kampuchea Democrático | Um campo vermelho com uma representação simplificada de Angkor Wat em amarelo. |
|          | 1979–1989           | Bandeira da República Popular do Kampuchea | Um campo vermelho com uma representação simplificada de Angkor Wat em amarelo, desta vez cinco torres em vez de três.                                                                                     |
|          | 1989–1992           | Bandeira do Estado do Camboja | Duas faixas horizontais de vermelho e azul com a representação simplificada ou uma nova representação de cinco torres de Angkor Wat em amarelo.                                                           |
|          | 1992–1993           | Bandeira da Autoridade transitória das Nações Unidas no Camboja                                                                                | As Nações Unidas campo azul com um mapa do Camboja em branco e o quemer palavra para Camboja em azul. |
|          | 1993-presente       | Bandeira do Reino do Camboja | Três faixas horizontais de azul, vermelho e azul e uma representação de Angkor Wat em branco com delineamento preto.                                                                                      |

## Outras bandeiras
| Bandeira | Duração | Uso                                       | Descrição |
| -------- | ------- | ----------------------------------------- | --- |
|          | ?       | Bandeira do grupo étnico chams do Camboja | Seguindo a bandeira oficial do Camboja com um triângulo à esquerda e a "Estrela e Crescente" como símbolo do Islã. |
|          | ?       | Bandeira do grupo étnico Khmer Loeu       | A bandeira que representa os grupos étnicos Khmer Loeu (Khmer da Montanha).                                        |